# Maria Amelia van Saksen

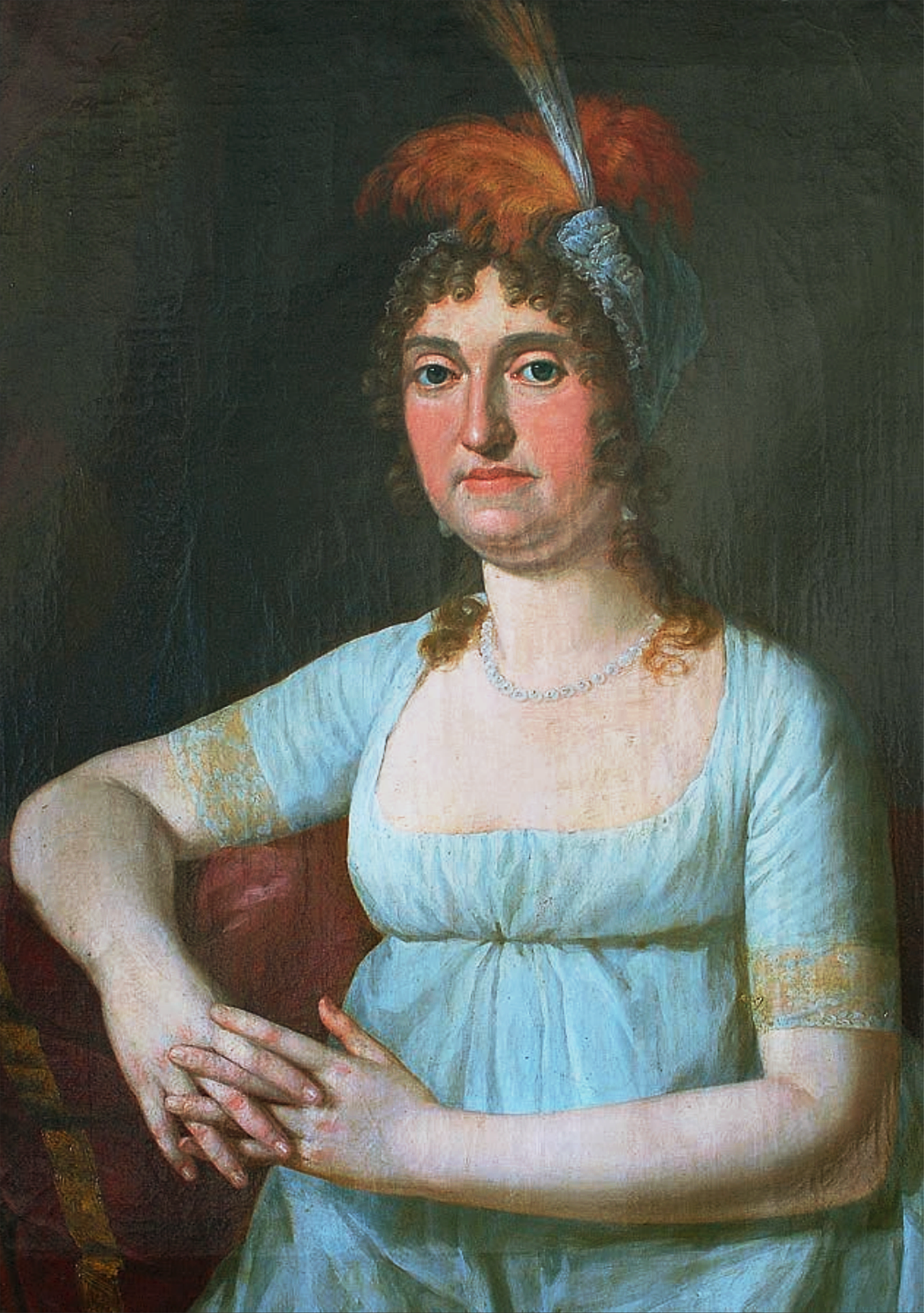
Maria Amelia van Saksen omstreeks 1785.

Maria Amelia Anna Josephina Antonia Justina Augusta Xaveria Aloysia Johanna Nepomucena Magdalena Walpurgis Catharina van Saksen (Dresden, 24 september 1757 — Neuburg an der Donau, 20 april 1831) was van 1775 tot 1795 hertogin van Palts-Zweibrücken. Ze behoorde tot het Huis Wettin.

## Levensloop
Maria Amelia was het zesde kind en de oudste dochter van keurvorst Frederik Christiaan van Saksen uit diens huwelijk met Maria Antonia van Beieren, dochter van keurvorst Karel Albrecht van Beieren, tevens keizer van het Heilige Roomse Rijk. Ze was een zus van koning Frederik August I en koning Anton van Saksen en een nicht van koning Lodewijk XVI van Frankrijk, koning Karel IV van Spanje en keizerin Marie Louise, echtgenote van keizer Leopold II van het Heilige Roomse Rijk.
Op 12 februari 1774 huwde ze in Dresden met Karel August van Palts-Birkenfeld-Bischweiler (1746-1795), die een jaar later zijn oom Christiaan IV opvolgde als hertog van Palts-Zweibrücken en vanaf 1777 als verwant van Karel Theodoor van Palts-Sulzbach ook erfgenaam van het keurvorstendom Beieren was.
Maria Amelia was grootmeester van de Sint-Elisabeth-orde en werd na de dood van haar echtgenoot in 1798 abdis van het vrouwenklooster Sint-Anna in München, waarvan de statuten onder haar bewind meermaals veranderd werden door haar schoonbroer, koning Maximiliaan I Jozef van Beieren. Na de dood van Karel August was ze in 1795 ingetrokken in het Slot van Neuburg, waar ze een omvangrijke bibliotheek had aangelegd. In april 1831 stierf Maria Amelia op 73-jarige leeftijd, waarna ze werd bijgezet in de hofkerk van Neuburg. Haar bibliotheek werd in 1834 geveild.

## Nakomelingen
Marie Amelia en haar echtgenoot Karel II August kregen een zoon:
- Karel August Frederik (1776-1784), erfprins van Palts-Zweibrücken.